# Хазардвил (Конектикат)
Хазардвил (енгл. Hazardville) насељено је место без административног статуса у америчкој савезној држави Конектикат.

## Демографија
По попису из 2010. године број становника је 4.599, што је 301 (-6,1%) становника мање него 2000. године.
| Група             | 2000.         | 2010.         |
| Белци             | 4.631 (94,5%) | 4.202 (91,4%) |
| Афроамериканци    | 69 (1,4%)     | 112 (2,4%)    |
| Азијати           | 69 (1,4%)     | 66 (1,4%)     |
| Хиспаноамериканци | 69 (1,4%)     | 146 (3,2%)    |
| Укупно            | 4.900         | 4.599         |